# 尾宿六
尾宿六，又名天蝎座ι¹，HD 161471，HR 6615，是天蝎座的一颗恒星，视星等为3.14，位于銀經350.61°，銀緯-6.13°。此恒星出现在巴西国旗上，象征国家内的塞尔希培州。